# MBSミスキャンパスDJ
MBSミスキャンパスDJ（エムビーエスミスキャンパスディージェイ）は、1982年10月4日から1986年4月4日まで、MBSラジオで放送されていたラジオ番組。

## 概要
放送時間は月曜日から金曜日の25:30 - 26:30、1985年10月からは月曜日から金曜日の25:20 - 26:20。帯番組である。当番組が始まる前年の1981年10月に文化放送で放送が開始されて大きな人気を獲得していき、女子大生ブームの走りになった『ミスDJリクエストパレード』の影響を受ける形で制作された。
1982年10月の第1期パーソナリティは、応募総数612人の中から選ばれた。その審査には谷村新司も当たっていた。第1期パーソナリティは当番組の他にも、1982年10月から1983年3月の間に同じMBSラジオで放送されていた『MBS電話リクエスト ザ・ヒットナウ20』（月曜 - 金曜 20:00 - 21:50　ナイターオフ期限定の番組）内に設けられていた『ギャルズジョッキーコーナー』にも出演していた。
番組は主にお便り紹介、リクエスト、リクエストランキングなどで構成。1985年当時は「月曜：デビュー曲、火曜：バラード曲、水曜：名曲、木曜：CMソング、金曜：主題歌」と曜日ごとにジャンル分けされた特集コーナーがあり、一時間内にかかる曲は平均9曲、リクエストやはがきの採用競争率は約15倍だったという記録がある。
各パーソナリティごとの『トゥナイトスペシャル』『スペシャルタイム』『わたしの推せん』『ニューアルバムより』のコーナーのパートが設けられていた他、日によっては『あなたの知らない世界・IF』（吉村美紀の日のコーナー。リスナーが「もしも」で考えたことを紹介していた）、『なつロックコーナー』（徳田実輝の日のコーナー。ロックの懐かしい名曲を紹介。徳田の降板後もこのコーナーがしばらく続いていた）などのコーナーが設けられていたこともあった。

## パーソナリティ

### 第1期 (1982年10月 - 1984年4月)
- 月曜日（1983年3月まで）：笹生八穂子（帝塚山短期大学2年　愛称「ヤコ」）[3]
- 月曜日（1983年4月から）：井上和子（大阪教育大学3年　愛称「カコ」）[2]
- 火曜日：環紀子（相愛女子短期大学1～2年　愛称「ノンコ」）[3][注釈 1]
- 水曜日：水島依子（神戸大学2～3年　愛称「リコ」）[3][注釈 2]
- 木曜日：吉村美紀（神戸女学院大学1～2年　愛称「コミキ」）[3]
- 金曜日（1983年3月まで）：徳田実輝（神戸女学院大学4年　愛称「ミキネエ」「オオミキ」）[3][注釈 3]
- 金曜日（1983年4月から）：中浜典子（立命館大学4年　愛称「ノコリン」）[2]

### 第2期 (1984年4月 - 1985年3月)
- 月曜日：田渕真佐子（大阪樟蔭女子大学4年）[7][注釈 4]
- 火曜日：横山暁美（梅花短期大学2年）[7]
- 水曜日：西岡芽生（関西学院大学1年）[7][注釈 5]
- 木曜日：石原潤子（同志社大学4年）[7]
- 金曜日：天野祐子（大阪芸術大学4年）[7]

### 第3期 (1985年4月 - 1986年4月)
- 月曜日：山下佳代（大谷大学短期大学部1年）
- 火曜日：井上美保（同志社大学4年）
- 水曜日：若杉久美子（梅花女子大学4年）
- 木曜日：信耕和香（大阪市立大学2年）[注釈 6]
- 金曜日：村上聡美（神戸松蔭女子学院短期大学1年）